# Apulia pruinosa
Apulia pruinosa är en insektsart som beskrevs av Walker 1851. Apulia pruinosa ingår i släktet Apulia och familjen dvärgstritar. Inga underarter finns listade i Catalogue of Life.